# 図們駅
図們駅（ともんえき、中国語: 图们站、朝鮮語: 도문역）とは、中華人民共和国吉林省延辺朝鮮族自治州図們市に位置する長図線、図佳線、図琿線、南陽国境線の駅である。朝鮮民主主義人民共和国との国境駅の一つであり、南陽国境線は南満州鉄道北鮮東部線を原型としている。

## 歴史
- 1933年　開業。

## 隣の駅
中華人民共和国鉄道部
長図線
図們北駅 - 図們駅
図佳線
図們駅 - 図們北駅
図琿線
図們駅 - 慶栄駅
南陽国境線
国境駅（朝鮮民主主義人民共和国咸鏡北道） - 図們駅

## ギャラリー
- 図們駅全景と鉄路広場
- 図們駅待合室入り口
- 図們駅構内
- 図們駅前のバス停と解放路
- 鉄路広場から図們大路を望む
- 駅前広場
- 駅
- 駅
- 図們機務段